# Parador de Turismo de Artiés
El parador nacional de Turismo de Artiés está situado en la población de Artiés, que es una entidad de población del municipio de Alto Arán (Lérida, España). En la comarca del Valle de Arán.
Los  Paradores de Turismo son un conjunto de hoteles de alta categoría distribuidos por toda España, localizados en edificios emblemáticos o emplazamientos destacables que han sido seleccionados por su interés histórico, artístico o cultural.
El Parador de Artiés se construyó sobre la torre y la capilla de la casa de los Portolà, del siglo XVI. De dicha familia noble, nació Gaspar de Portolá, en Os de Balaguer (Lérida), España en 1716 y murió en 1786 en Lérida. Militar, explorador y político español, fue soldado, gobernador de California (tanto de la baja como de la alta) desde 1767 hasta 1770, y fue fundador de San Diego y Monterrey, en California.
La capilla de San Antonio se trata de un pequeño santuario anexo al edificio que consta de una sola nave, con ábside plano, de estructura y fachada sencillas. Lo más interesante es el dintel de la puerta de acceso. Guarda un pequeño retablo barroco de madera dorada y policromada en el interior. En el dintel hay una inscripción y una fecha "ES DE MR. GASPA D PORTOLA 1678".